# Fennis Dembo
Fennis Marx Dembo (Mobile, 24 gennaio 1966) è un ex cestista statunitense, professionista nella NBA, in Francia e in Italia.

## Carriera
È stato selezionato dai Detroit Pistons al secondo giro del Draft NBA 1988 (30ª scelta assoluta).
Con gli Stati Uniti ha disputato i Giochi panamericani di Indianapolis 1987.

## Palmarès
- NCAA AP All-America Third Team (1988)
- Campionato NBA: 1

Detroit Pistons: 1989